# Comté de Wicklow
Le comté de Wicklow (en irlandais : Contae Chill Mhantáin) est un comté d'Irlande située au sud de Dublin sur la côte est de l'ile dans la province du Leinster.
Sa superficie est de 2 024 km2 pour 136 448 habitants. Il est bordé par la mer d'Irlande à l'est et des comtés de Wexford, Carlow, Kildare, Dublin-Sud et Dun Laoghaire-Rathdown.
La capitale du comté est la ville de Wicklow (10 356 habitants) même si la ville la plus importante est Bray avec 31 872 habitants. Bray, mais aussi Greystones et Arklow se trouvent dans l'immédiate limite sud de Dublin et bénéficient ainsi des transports de l'agglomération dublinoise.
Le comté de Wicklow est souvent décrit comme le dernier comté de l'Irlande car il fut le dernier érigé en comté en 1605 reprenant alors des terres dépendant de Dublin.
Le comté se décompose en deux entités très différentes : la côte d'une part et les montagnes de Wicklow d'autre part. La première est une des zones de villégiatures favorites des Dublinois et la deuxième présente des paysages sauvages comme on peut en trouver dans le Connemara ou le Kerry. L'ancien monastère de Glendalough se trouve dans ces montagnes.
Le comté fait partie du Grand Dublin (Greater Dublin area).

## Géographie

### Liste des villes
- Aghavannagh, Annamoe, Arklow, Ashford, Aughrim, Avoca
- Ballinaclash, Ballycoogue, Baltinglass, Blessington, Bray
- Carnew, Coolafancy, Coolboy
- Delgany, Donard, Dunlavin
- Enniskerry
- Glencree, Glenealy, Greenane, Greystones
- Hollywood
- Kilcoole, Kilmacanogue, Kilpedder
- Lacken, Laragh
- Manor Kilbride
- Newtownmountkennedy
- Rathnew, Rathdrum, Redcross, Roundwood
- Shillelagh, Stratford
- Tinahely
- Valleymount
- Wicklow

### Comtés limitrophes
| Kildare        | Dublin (Dún Laoghaire-Rathdown / Sud) | mer d'Irlande |
| Kildare Carlow | comté de Wicklow                      | mer d'Irlande |
| Carlow         | Wexford                               | mer d'Irlande |